# 薩德基 (奧斯特羅赫市鎮)
50°28′16″N 26°40′49″E / 50.47111°N 26.68028°E
薩德基（羅馬化：Sadky）是烏克蘭西部里夫內州里夫內區奧斯特羅赫市鎮的村莊。